# Garešnica
Garešnica je město v Chorvatsku. Nachází se v Bjelovarsko-bilogorské župě v mikroregionu Moslavina. Žije zde 10 472 obyvatel, z nichž je 85 % Chorvatů.
Garešnica se nachází v centrálním Chorvatsku na úpatí hory Moslavačka gora, severovýchodně od Kutiny. Městem prochází hlavní silnice Kutina – Veliki Zdenci – Virovitica.

## Místní části
Město je složeno z několika obcí:
- Ciglenica, 368 obyvatel
- Dišnik, 343 obyvatel
- Duhovi, 111 obyvatel
- Garešnica, 3874 obyvatel
- Garešnički Brestovac, 908 obyvatel
- Gornji Uljanik, 116 obyvatel
- Hrastovac, 479 obyvatel
- Kajgana, 271 obyvatel
- Kaniška Iva, 466 obyvatel
- Kapelica, 546 obyvatel
- Mala Bršljanica, 48 obyvatel
- Mali Pašljan, 190 obyvatel
- Malo Vukovje, 122 obyvatel
- Rogoža, 248 obyvatel
- Tomašica, 365 obyvatel
- Trnovitički, 392 obyvatel
- Uljanički, 26 obyvatel
- Uljanik, 287 obyvatel
- Velika Bršljanica, 228 obyvatel
- Veliki Pašijan, 344 obyvatel
- Veliki Prokop, 48 obyvatel
- Veliko Vekovje, 251 obyvatel
- Zdenčac, 441 obyvatel

## Historie
První zmínky o městě pocházejí z roku 1527. Kostel Navštívení Panny Marie byl postaven v roce 1752 a má stále většinu původního inventáře. Ve městě se nachází památník padlých obránců z války za nezávislost.

## Slavní rodáci
- Boris Buden (*1958) – filosof
- Zvonimir Ferenčić (1925–1998) – chorvatský herec
- Mato Gereci – malíř
- Slavko Kolar (1891–1963) – spisovatel
- Darko Kralj – chorvatský paralympijský sportovec
- Mato Mlinarić – vůdce chorvatských rolníků
- Vladimir Novotny – novinář, spisovatel a politik
- Ivo Robić (1923–2000) – zpěvák
- Mika Vucelić (1930–2012) – projektový manažer mise Apollo 11